# Élections législatives bas-canadiennes de 1827
Les élections législatives bas-canadiennes de 1827 se sont déroulées du 6 juillet 1827 au 25 août 1827 au Bas-Canada afin d'élire les députés de la 13e législature de la Chambre d'assemblée. 

## Chronologie
- 5 juillet 1827 : Proclamation annonçant les élections générales.
- 6 juillet 1827 : Émission des brefs.
- 25 août 1827 : Retour des brefs.
- 20 novembre 1827 : Ouverture de la 1re session de la 13e législature par le gouverneur George Ramsay.

## Résultats
| Patriotes | Non affiliés | Bureaucrates |
| 42 sièges | 4 sièges     | 4 sièges     |

### Résultats par district électoral
- Bedford : René Hertel de Rouville
- Buckingham n° 1 : Jean-Baptiste Proulx
- Buckingham n° 2 : Louis Bourdages
- Cornwallis n° 1 : Joseph Le Vasseur Borgia
- Cornwallis n° 2 : Joseph Robitaille
- Devon n° 1 : Jean-Baptiste Fortin
- Devon n° 2 : Jean-Charles Létourneau
- Dorchester n° 1 : Joseph Samson
- Dorchester n° 2 : Louis Lagueux
- Effingham n° 1 : Joseph-Ovide Turgeon
- Effingham n° 2 : André Papineau
- Gaspé : Robert Christie
- Hampshire n° 1 : John Cannon
- Hampshire n° 2 : François-Xavier Larue
- Hertford n° 1 : François Blanchet
- Hertford n° 2 : Nicolas Boissonnault
- Huntingdon n° 1 : Jean-Moïse Raymond
- Huntingdon n° 2 : Austin Cuvillier
- Kent n° 1 : Frédéric-Auguste Quesnel
- Kent n° 2 : Denis-Benjamin Viger
- Leinster n° 1 : Julien Poirier
- Leinster n° 2 : Laurent Leroux
- Comté de Montréal n° 1 : Joseph Valois
- Comté de Montréal n° 2 : Joseph Perrault
- Montréal-Est n° 1 : Hugues Heney
- Montréal-Est n° 2 : James Leslie
- Montréal-Ouest n° 1 : Louis-Joseph Papineau
- Montréal-Ouest n° 2 : Robert Nelson
- Northumberland n° 1 : Étienne-Claude Lagueux
- Northumberland n° 2 : Marc-Pascal de Sales Laterrière
- Orléans : François Quirouet
- Comté de Québec n° 1 : Michel Clouet
- Comté de Québec n° 2 : John Neilson
- Basse-ville de Québec n° 1 : Jean Bélanger
- Basse-ville de Québec n° 2 : Thomas Ainslie Young
- Haute-ville de Québec n° 1 : Andrew Stuart
- Haute-ville de Québec n° 2 : Joseph-Rémi Vallières
- Richelieu n° 1 : François-Roch de Saint-Ours
- Richelieu n° 2  : Jean Dessaulles
- Saint-Maurice n° 1 : Pierre Bureau
- Saint-Maurice n° 2 : Charles Caron
- Surrey n° 1 : Pierre Amiot
- Surrey n° 2 : Louis-Joseph Papineau
- Trois-Rivières n° 1 : Charles Richard Ogden
- Trois-Rivières n° 2 : Pierre-Benjamin Dumoulin
- Warwick n° 1 : Alexis Mousseau
- Warwick n° 2 : Jacques Deligny
- William-Henry : Wolfred Nelson
- York n° 1 : Jean-Baptiste Lefebvre
- York n° 2 : Jacques Labrie

## Sources
- Section historique du site de l'Assemblée nationale du Québec